# Reellvärd funktion
Inom matematiken kallas en funktion f reellvärd, om alla dess funktionsvärden är reella tal. Nästan alla matematiska funktioner som förekommer i skolundervisning är reellvärda, vilket kan ge ett intryck av att alla "normala" funktioner är sådana. På högre nivåer är dock funktioner med andra typer av funktionsvärden mycket vanliga.
Formellt är en funktion f : A → B reellvärd, om målmängden B är en delmängd av mängden R av reella tal.